# Bobby Few
Bobby Few (21. října 1935 Cleveland – 6. ledna 2021) byl americký jazzový klavírista. Studoval klasický klavír, avšak poté, co uslyšel otcovu kolekci jazzových desek Jazz at the Philharmonic, se začal více zajímat o jazz. Koncem padesátých let se usadil v New Yorku, kde v letech 1958 až 1964 vedl vlastní trio. Během své kariéry spolupracoval s mnoha hudebníky, mezi něž patří například Albert Ayler, Alan Silva, Archie Shepp, Steve Lacy a Booker Ervin.